# Powwow Highway
Pour les articles homonymes, voir Powwow et Highway.
Pour plus de détails, voir Fiche technique et Distribution.
Powwow Highway est une comédie dramatique américo-britannique de 1989 réalisé par Jonathan Wacks.

## Synopsis
Le combat de Buddy Red Bow pour empêcher que son peuple, des indiens cheyennes du Montana, soit délocalisé au profit d'industriels et de politiciens avides d'argent et de pouvoir est mis à mal quand il apprend que sa sœur a été arrêté à Santa Fe pour trafic de drogues. Or, il est le seul à pouvoir l'aider, elle et ses deux enfants. Lui-même sans moyen de locomotion, il se retrouve à faire le voyage avec Philbert Bono, un homme rêveur et guidé par des visions sacrées, à bord d'une vieille Buick Wildcat que Philbert considère comme son "poney de guerre".

## Fiche technique
- Titre : Powwow Highway
- Réalisation : Jonathan Wacks
- Scénario : Janet Heaney et Jean Stawarz
- Musique : Barry Goldberg
- Production : Jan Wieringa, George Harrison et Denis O'Brien
- Langue : anglais
- Dates de sortie :
  - États-Unis : 24 février 1989
  - Royaume-Uni : 11 mai 1990

## Distribution
- A Martinez : Buddy Red Bow
- Gary Farmer : Philbert Bono
- Joannelle Nadine Romero : Bonnie Red Bow
- Amanda Wyss : Rabbit Layton
- Sam Vlahos : Chief Joseph
- Wayne Waterman : Wolf Tooth
- Margot Kane : Imogene